# Eugenio Pucciarelli
Eugenio Pucciarelli (28 de agosto de 1907-3 de enero de 1995) fue un escritor y filósofo argentino. 
Se doctoró en filosofía en 1937 y trabajó como profesor de las universidades de Tucumán, La Plata y Buenos Aires. En la última institución fue director del Instituto de Filosofía y la revista Cuadernos de Filosofía, además de ser nombrado profesor emérito de la institución bonarense. Fue miembro de instituciones como la Academia Nacional de Ciencias de Buenos Aires (la cual llegó a presidir) y la Association for Symbolic Logic. En reconocimiento a su trayectoria ganó un premio Konex de platino y otro de honor.

## Algunas obras
- La causalidad en Descartes
- Herder y el nacimiento de la conciencia histórica
- Alejandro Korn y el pensamiento europeo
- Modernas teorías sobre la angustia
- Naturaleza y formas de la violencia
- Borges y las metáforas del tiempo
- Ortega y Gasset y el porvenir de la filosofía
- Cultura y conflicto
- Los rostros del humanismo
- El lenguaje de la acción
- El hombre: corporalidad y temporalidad
- El Tiempo en la filosofía actual
- Pedro Henríquez Ureña, humanista
- Rodolfo Mondolfo: Maestro Insigne de Filosofía Y Humanidad...
- Introducción a la filosofía de Dilthey